# Orthetrum
Orthetrum – rodzaj ważek z rodziny ważkowatych (Libellulidae).

## Podział systematyczny
Do rodzaju należą następujące gatunki:

- Orthetrum abbotti Calvert, 1892
- Orthetrum aberrans Yu, 2025
- Orthetrum africanum (Selys, 1887)
- Orthetrum agaricum Dijkstra, 2015
- Orthetrum albistylum (Selys, 1848) – lecicha białoznaczna
- Orthetrum andamanicum Bedjanič, Kalkman & Subramanian, 2020
- Orthetrum angustiventre (Rambur, 1842)
- Orthetrum austeni (Kirby, 1900)
- Orthetrum austrosundanum Lieftinck, 1953
- Orthetrum azureum (Rambur, 1842)
- Orthetrum balteatum Lieftinck, 1933
- Orthetrum borneense Kimmins, 1936
- Orthetrum boumiera Watson & Arthington, 1978
- Orthetrum brachiale (Palisot de Beauvois, 1817)
- Orthetrum brevistylum Kirby, 1896
- Orthetrum brunneum (Fonscolombe, 1837) – lecicha południowa
- Orthetrum caffrum (Burmeister, 1839)
- Orthetrum caledonicum (Brauer, 1865)
- Orthetrum camerunense Gambles, 1959
- Orthetrum cancellatum (Linnaeus, 1758) – lecicha pospolita
- Orthetrum chrysis (Selys, 1891)
- Orthetrum chrysostigma (Burmeister, 1839)
- Orthetrum coerulescens (Fabricius, 1798) – lecicha mała
- Orthetrum erythronigrum Subramanian, Babu & Kalkman, 2020
- Orthetrum glaucum (Brauer, 1865)
- Orthetrum guineense Ris, 1910
- Orthetrum hintzi Schmidt, 1951
- Orthetrum icteromelas Ris, 1910
- Orthetrum internum McLachlan, 1894
- Orthetrum japonicum (Uhler, 1858)
- Orthetrum julia Kirby, 1900
- Orthetrum kafwi Dijkstra, 2015
- Orthetrum kristenseni Ris, 1911
- Orthetrum latihami Pinhey, 1966
- Orthetrum lemur Ris, 1909
- Orthetrum lineostigma (Selys, 1886)
- Orthetrum lugubre Ris, 1915
- Orthetrum lusinga Dijkstra, 2015
- Orthetrum luzonicum (Brauer, 1868)
- Orthetrum machadoi Longfield, 1955
- Orthetrum macrostigma Longfield, 1947
- Orthetrum malgassicum Pinhey, 1970
- Orthetrum martensi Asahina, 1978
- Orthetrum melania (Selys, 1883)
- Orthetrum microstigma Ris, 1911
- Orthetrum migratum Lieftinck, 1951
- Orthetrum monardi Schmidt, 1951
- Orthetrum nitidinerve (Selys, 1841)
- Orthetrum poecilops Ris, 1916
- Orthetrum pruinosum (Burmeister, 1839)
- Orthetrum ransonnetii (Brauer, 1865)
- Orthetrum robustum Balinsky, 1965
- Orthetrum rubens Barnard, 1937
- Orthetrum sabina (Drury, 1773)
- Orthetrum saegeri Pinhey, 1966
- Orthetrum sagitta Ris, 1915
- Orthetrum schneideri Förster, 1903
- Orthetrum serapia Watson, 1984
- Orthetrum signiferum Lieftinck, 1926
- Orthetrum silvarum Lieftinck, 1934
- Orthetrum stemmale (Burmeister, 1839)
- Orthetrum taeniolatum (Schneider, 1845)
- Orthetrum testaceum (Burmeister, 1839)
- Orthetrum triangulare (Selys, 1878)
- Orthetrum trinacria (Selys, 1841)
- Orthetrum umbratum Dijkstra & Mézière, 2015
- Orthetrum villosovittatum (Brauer, 1868)